# 慶伊瀬島
慶伊瀬島（けいせしま）は、沖縄本島の那覇港から西に約12kmの東シナ海に位置する島嶼で、3つの環礁と3つの島から成る。慶良間諸島に属し、行政区域は沖縄県島尻郡渡嘉敷村である。
現地の方言に由来する別名は、チービシ（慶伊干瀬）、チービシ環礁（チービシかんしょう）と呼ばれている。

## 地理

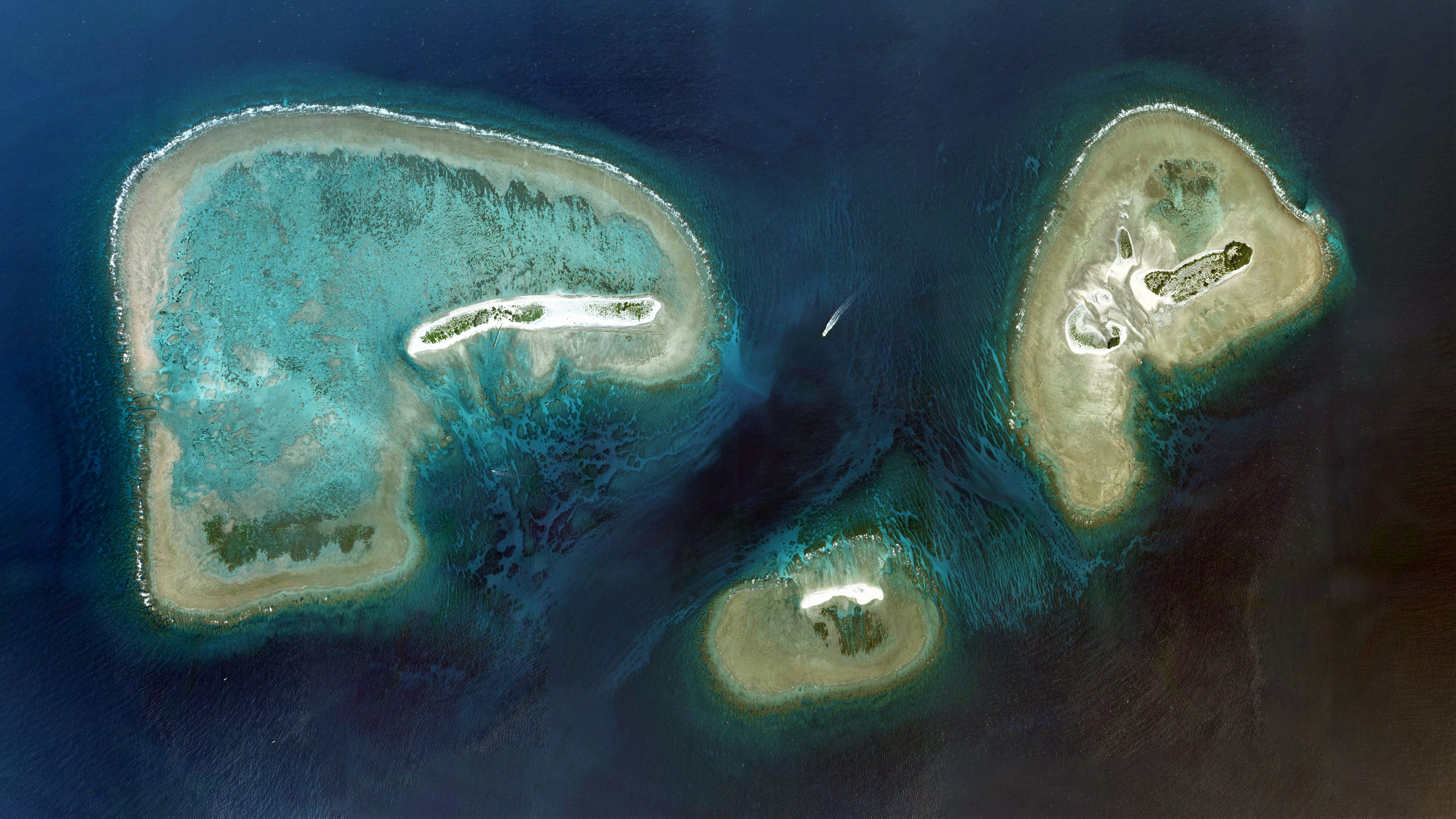
慶伊瀬島の空中写真。左の白砂の島がナガンヌ島。右の島が神山島。中間の小さな島がクエフ島。2008年11月22日撮影の8枚を合成作成。
。

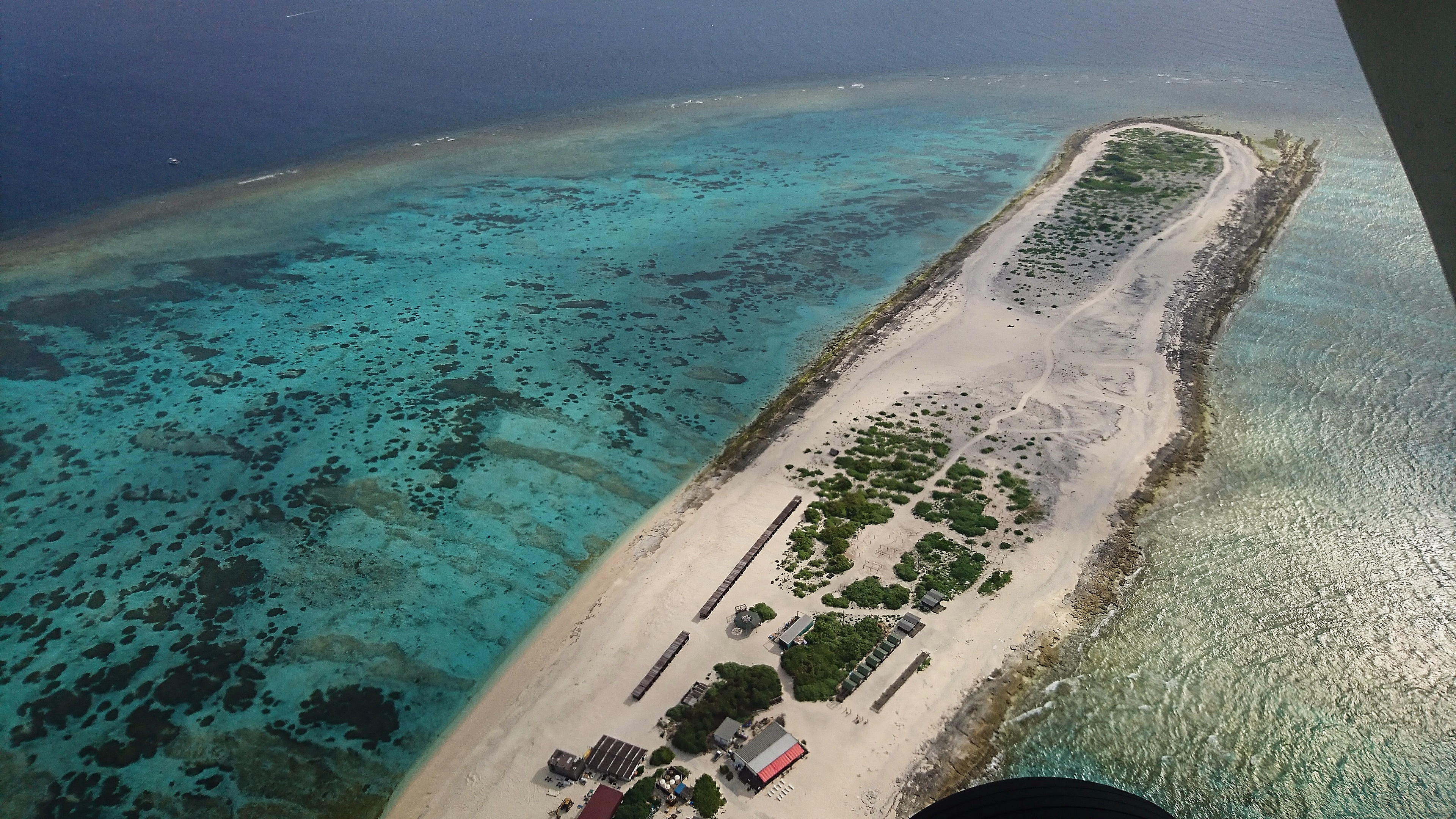
ナガンヌ島の一部を西側から空撮

慶良間諸島で最も東側にあり、渡嘉敷島や前島と沖縄本島の間に位置する。渡嘉敷村役場のある渡嘉敷島からは約20kmあり、那覇市の方が近い。
神山島（かみやましま）・クエフ島（クエフじま）・ナガンヌ島（ナガンヌじま）の3島から成る。この内、神山島には灯台が設置されている。いずれも無人島であるが、クエフ島とナガンヌ島には那覇港からツアー便で行くことが可能である。那覇港からの所要時間は高速船で20 - 30分程度。
神山島は面積0.29km2・海岸線長約2km、ナガンヌ島は面積0.29km2・海岸線長約3km、クエフ島は面積0.02km2・海岸線長約0.6km。
クエフ島やナガンヌ島は企業の開発によりリゾート化されており、ナガンヌ島には宿泊可能なコテージがある。
慶良間諸島国立公園の指定地域に含まれており、陸域は普通地域、環礁全体を含めた周辺海域は海域公園地区にそれぞれ指定されている。

## ロケ地
ナガンヌ島はミュージックビデオの撮影ロケ地としても知られる。
- NMB48 - ナギイチ 2012年
- SKE48 - 前のめり 2015年
- SKE48 - あの頃の君を見つけた 2021年
- ONEW - Life goes on 2022年

## 歴史

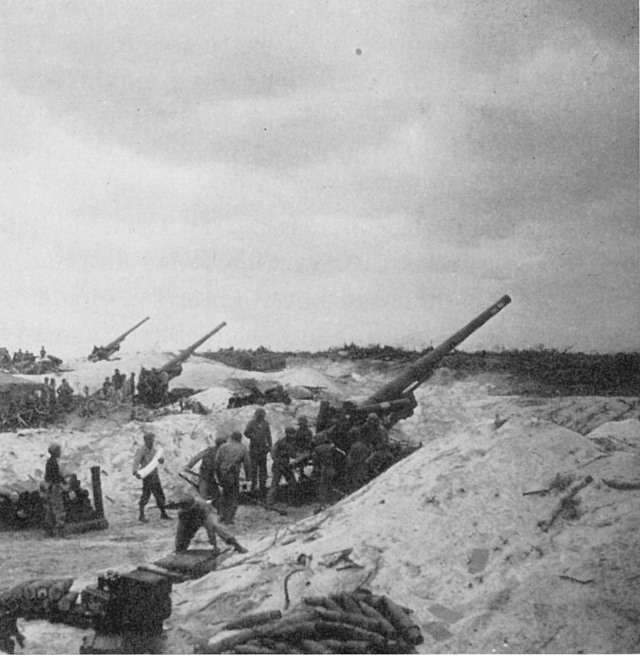
神山島の155mm砲陣地

神山島は沖縄戦においてアメリカ軍が沖縄本島を直に砲撃するため砲兵陣地を敷設し、M2 155mmカノン砲（ロング･トム）24門が設置されていたことで知られる。